# 曝骨場 (亞利桑那州)
曝骨場（英語：Boneyard）是位於美國亞利桑那州阿帕契縣的一個非建制地區。該地的面積和人口皆未知。

## 地理
曝骨場的座標為33°52′45″N 109°16′20″W / 33.87917°N 109.27222°W，而該地的平均海拔高度為780米（即2550英尺）。